# Orthotrichum hercynicum
Orthotrichum hercynicum là một loài Rêu trong họ Orthotrichaceae. Loài này được (Hedw.) P. Beauv. mô tả khoa học đầu tiên năm 1817.